# Emily Hart
Emily Anne Hart (Smithtown, 2 maggio 1986) è un'attrice statunitense.

## Biografia
Emily Anne Hart nasce nel 1986 da Paula Hart e William Hart.
Ha quattro fratelli, Melissa, Trisha, Elizabeth e Brian, tutti loro attori. 
Vive a Los Angeles.

## Filmografia parziale

### Cinema
- La sirenetta II - Ritorno agli abissi (The Little Mermaid II: Return to the Sea), regia di Jim Kammerud e Brian Smith (2000) - voce

### Televisione
- Sabrina, the Animated Series – serie TV, 65 episodi (1999-2000) - voce
- Sabrina, vita da strega (Sabrina, the Teenage Witch) – serie TV, 9 episodi (1996-2003)

## Doppiatrici italiane
- Veronica Puccio in La sirenetta II - Ritorno agli abissi
- Roberta Scardola in Sabrina, vita da strega (1° voce)